# Xylotype capax
Xylotype capax är en fjärilsart som beskrevs av Augustus Radcliffe Grote och Robinson 1868. Xylotype capax ingår i släktet Xylotype och familjen nattflyn. Inga underarter finns listade i Catalogue of Life.